# Jean-Baptiste Goddyn
Jean-Baptiste Goddyn (Brugge, 6 januari 1769 - 14 mei 1832) was korte tijd voorzitter van het Brugse stadsbestuur tijdens de revolutiejaren.

## Levensloop
Goddyn was een zoon van Jean Goddyn en Anne Tailliu. Hij trouwde in 1794 met Isabelle Moentack (1770-1824). Ze kregen drie kinderen.
In 1787 behaalde hij het licentiaat in de wijsbegeerte aan de Universiteit Leuven en was tijdig weer in Brugge om zich te mengen in de activiteiten van de revolutionaire periode.
Hij werd, zoals zijn vader, lid van de 'Jacobijnse Club' en werd actief bij de voorstanders aanvankelijk van de onafhankelijkheid van de Zuidelijke Nederlanden en vervolgens van de aanhechting bij de Franse Republiek.
Hij werd ingezet op verschillende functies:
- Op 16 december 1792 werd een stadsbestuur samengesteld, onder de eerste Franse overheersing, nog georganiseerd zoals onder het ancien regime en Jean-Baptiste Goddyn, amper 23, werd tot burgemeester van de raadsleden benoemd.  Enkele weken later werd dit bestuur afgeschaft en vervangen door een meer revolutionair bestuur van 'commissarissen'.
- Op 31 januari 1793 werd hij commissaris voor het Brugse Vrije, tot maart 1793.
- Van 25 november 1797 tot 20 april 1798 was hij voorzitter van het Brugse stadsbestuur.
- Na 1798 werd hij ontvanger van de stad Brugge, ambtelijke functie die hij verder bekleedde, doorheen de opeenvolgende regimes, tot aan zijn dood.